# Leprolochus parahybae
Leprolochus parahybae är en spindelart som beskrevs av Cândido Firmino de Mello-Leitão 1917. 
Leprolochus parahybae ingår i släktet Leprolochus och familjen Zodariidae. Inga underarter finns listade i Catalogue of Life.